# Vol Thai Airways 365
Le 31 août 1987, un Boeing 737-200 effectuant le vol Thai Airways 365 s'est écrasé en mer pendant la phase d'approche, lors d'un vol intérieur régulier en Thaïlande, reliant l'aéroport international de Hat Yai à l'aéroport international de Phuket. On ne compte aucun survivant parmi les 74 passagers et neuf membres d'équipage présent à bord, ce qui en fait, à l'époque, l'accident aérien le plus meurtrier survenue en Thaïlande.
Préoccupé par l'arrivée d'un autre 737 en même temps, l'équipage a trop réduit la vitesse de l'avion, en tentant de mettre de la distance avec l'autre appareil, ce qui a fait entrer le 737 en décrochage, que les pilotes n'ont pas réussi à récupérer à temps.

## Avion et équipage
L'appareil impliqué est un Boeing 737-2P5, immatriculé HS-TBC (numéro de série 22267/685), construit en 1980 et livré à Thai Airways Company (en) la même année. Il n'avait aucun antécédent concernant un dysfonctionnement particulier. Au moment de l'accident, l'avion avait sept ans et totalisait 16 963 heures de vol.
Le commandant de bord est Vishanet Ampawat (53 ans), qui cumule un total de 19 538 heures de vol, dont 5 576 heures sur Boeing 737. Le copilote, âgé de 37 ans, compte 5 951 heures de vol à son actif. Il était beaucoup moins expérimenté sur le 737 que le commandant, n'ayant enregistré que 156 heures de vol sur ce type d'appareil.

## Accident
Les conditions météorologiques étaient bonnes lorsque le vol 365 a entamé son approche vers l'aéroport international de Phuket. Alors qu'ils se préparaient à atterrir, l'équipage du vol 365 a exprimé son inquiétude au sujet d'un autre 737 de Dragonair, situé derrière l'avion de Thai Airways, qui atterrissait également à l'aéroport.
À 15h34 heure locale, le commandant de bord de l'appareil de Dragonair a indiqué au contrôleur aérien qu'il se trouvait à 15 miles (24 km) de l'aéroport, à une altitude de 2460 pieds (750 m), et que l'avion de Thai Airways se trouvait à environ 9 km devant lui. Le 737 de Dragonair étant plus proche de l'aéroport et volant à une altitude plus basse, il a été le premier à atterrir. Celui-ci a ensuite viré à droite pour l'approche finale sur la piste 27. Quelques secondes plus tard, les pilotes du vol 365 ont reçu l'autorisation de descendre à 3280 pieds (1 000 m) et l'ordre d'atterrir en deuxième.
Immédiatement après, l'équipage thaïlandais a de nouveau appelé le contrôle d'approche, déclarant que la position de l'avion de Dragonair était incorrecte. Les pilotes thaïlandais ont également indiqué au contrôleur aérien qu'ils n'étaient qu'à 9 miles (15 km) de l'aéroport, même si leur avion était plus loin à ce moment-là. L'avion thaïlandais a ensuite reçu la priorité du contrôle aérien pour l'atterrissage, à 15h36.
Le commandant de bord du vol de Dragonair prévient alors l'équipage thaïlandais d'une possible collision, car le 737 thaïlandais était en train d'intercepter la même trajectoire de descente. En conséquence, l'équipage de Thai Airways a réduit la vitesse de l'avion. En raison d'un manque de concentration de l'équipage, la vitesse du vol 365 diminue alors bien en dessous de la limite de vitesse minimale pour le 737. 
Lorsque la vitesse est tombée à 163 nœuds (302 km/h), le vibreur de manche s'active. L'avion ralentit pendant dix secondes supplémentaires, puis entre en décrochage à une vitesse de 152 nœuds (282 km/h). Pour tenter de sortir du décrochage, le commandant de bord augmente la puissance du moteur et rentre le train d'atterrissage. Cela échoue, car l'avion se trouve désormais à trop basse altitude. 
Le vol 365 s'écrase dans la mer d'Andaman, à 15 km à l'est de l'aéroport ; les débris de l'appareil coule à environ 20 m de profondeur. Les 83 personnes à bord de l'avion sont toutes tuées sur le coup.

## Enquête
La cause probable du crash du vol 365 a été déterminée comme étant le fait que les pilotes ont ralenti l'avion, qui a ensuite décroché alors qu'il se préparait à atterrir en premier, comme conseillé par le contrôle d'approche de Phuket. Le pilote a ensuite ajouté de la puissance et a rentré le train d'atterrissage après l'activation du vibreur de manche, mais n'a pas pu exécuter de récupération avant de heurter la surface de la mer.
Il semble que l'équipage était inquiet et qu'il ne savait pas s'il allait pouvoir atterrir en premier, parce que le pilote du 737 de Dragonair a prévenu que celui de Thai Airways était au-dessus de lui et ne pouvait pas descendre en passant par son niveau de vol.
En plus de l'erreur des pilotes, les contrôleurs aériens ont été également tenu responsable de ne pas avoir maintenu une distance de séparation suffisante entre le vol 365 et celui de Dragonair. À la suite de l’accident, les deux contrôleurs aériens impliqués ont été affectés à d’autres postes.